# Rudawki
Rudawki (niem. Rudolfshof) – osada kociewska w Polsce położona w województwie pomorskim, w powiecie starogardzkim, w gminie Smętowo Graniczne. Wieś wchodzi w skład sołectwa Rynkówka.
W latach 1975–1998 miejscowość administracyjnie należała do województwa gdańskiego.